# Parbotihan
Parbotihan is een bestuurslaag in het regentschap Humbang Hasundutan van de provincie Noord-Sumatra, Indonesië. Parbotihan telt 1894 inwoners (volkstelling 2010).